# 朝鲜护照
朝鲜民主主义人民共和国护照（朝鲜语：／）是朝鲜民主主义人民共和国外务省發給朝鲜民主主义人民共和国公民供其出入國境和在國外旅行或居留時證明其國籍和身份的旅行證件。
朝鮮民主主義人民共和國護照分為外交護照（외교려권／外交旅券）、公務護照（공무려권／公務旅券）以及公务普通护照（려권 (공무려행용)／旅券（公務旅行用））。所有護照由朝鮮民主主義人民共和國外務省簽發，護照辦公室統一管理。
在朝鲜，民众不能因私出国，因此公务普通護照的持有者一般是下列人员：
- 出国交流的中等级别公务员和國有企事業單位因公出國人員；
- 出国参加文化交流活动的文化演艺人员；
- 参加体育比赛的运动员；
- 输出到外国的劳务人员，朝鲜平均在国外劳务输出人员超过百万人，主要分布在俄罗斯、中国、蒙古、海湾国家、北非国家等53个国家，主要从事建筑业、資訊業、餐饮业、农业等。[2]

## 歷史
朝鲜半岛的护照历史最早可以追溯到1902年大韩帝国发行的「大韓帝國執照」，其类型分为通商以及游历两种。大韓帝國執照上的文字均为汉字，还附有英语以及法语翻译。北朝鲜人民委员会也对其居民发行「外国旅行证」，内容为朝鲜文（朝汉混用），还附有英语以及俄语翻译。

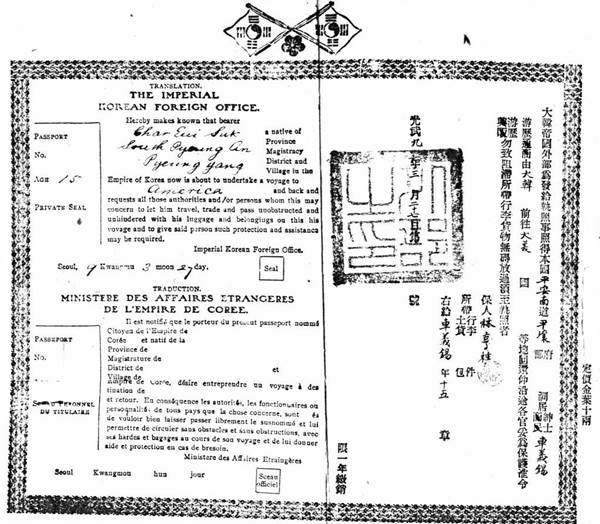
大韩帝国外部于光武九年（1905年）发行之游歷用「大韓帝國執照」
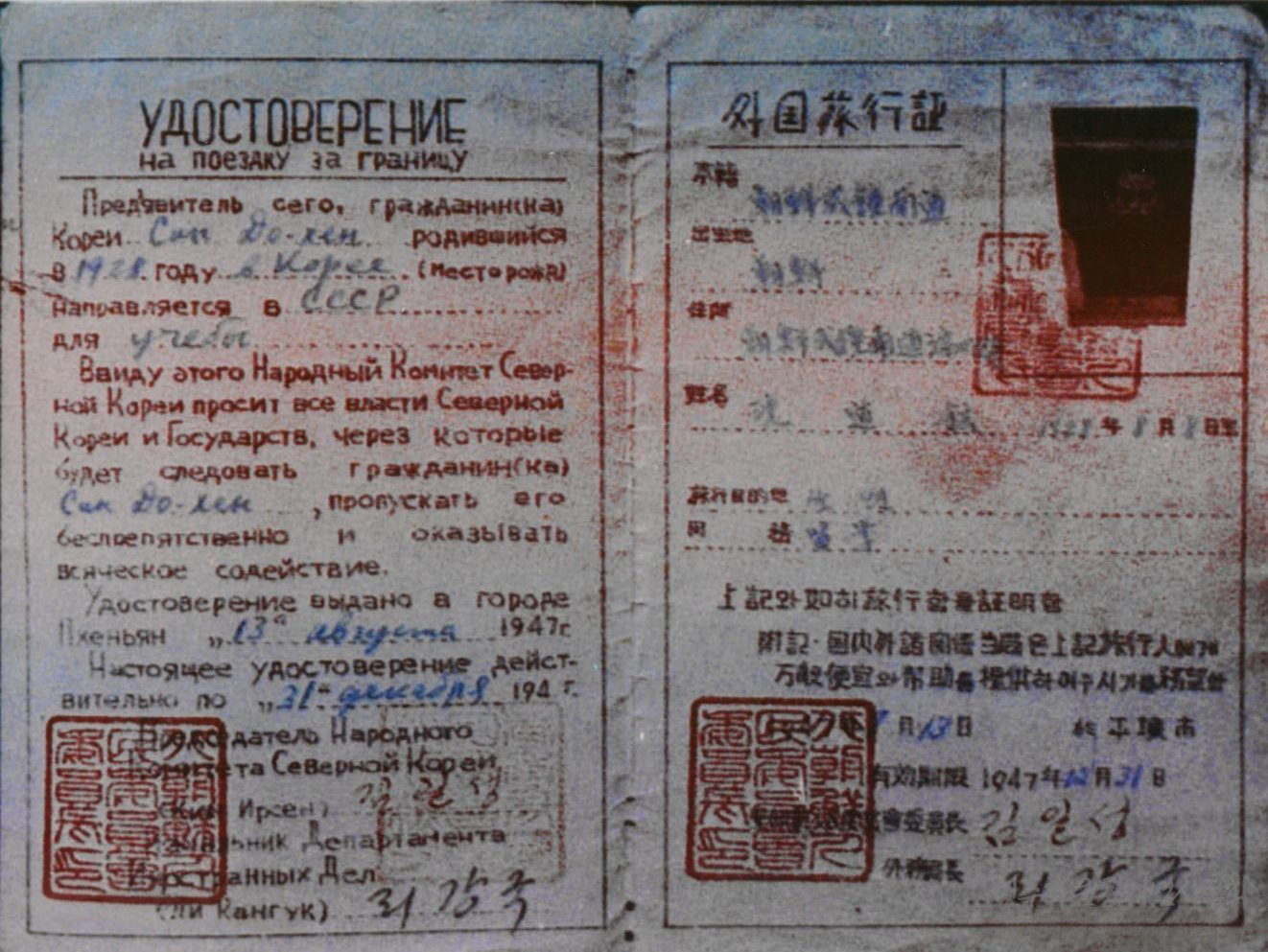
北朝鲜人民委员会于1947年发行之「外国旅行证」

### 版本及樣式

#### 首版护照
首版护照于20世纪50年代首次发行，護照封皮是红色底、金字，正中是朝鲜民主主义人民共和国国徽，國徽上方印有朝鲜语護照二字，下方印有朝鲜语的朝鲜国名全称，沒有外文標註。內頁首頁是護照名稱，以朝鲜语、中文以及俄语三种文字書寫。次頁記載個人資料，包括姓名、生年、出生地、直系亲属、身长、眼睛颜色、头发颜色、同伴者等項目。再次頁有签发日、有效期、發照地、签发人簽名以及签发机关印章。這些資料也都有中文與俄文翻譯。

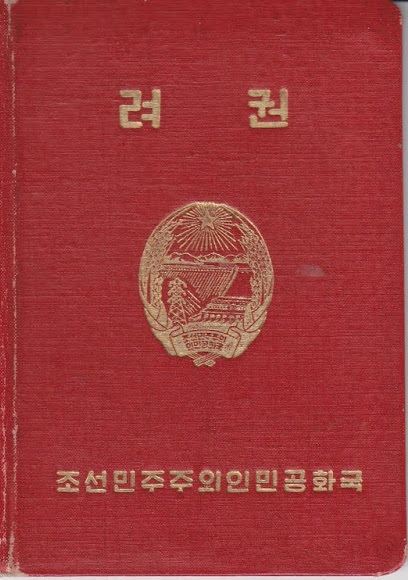
首版護照封面
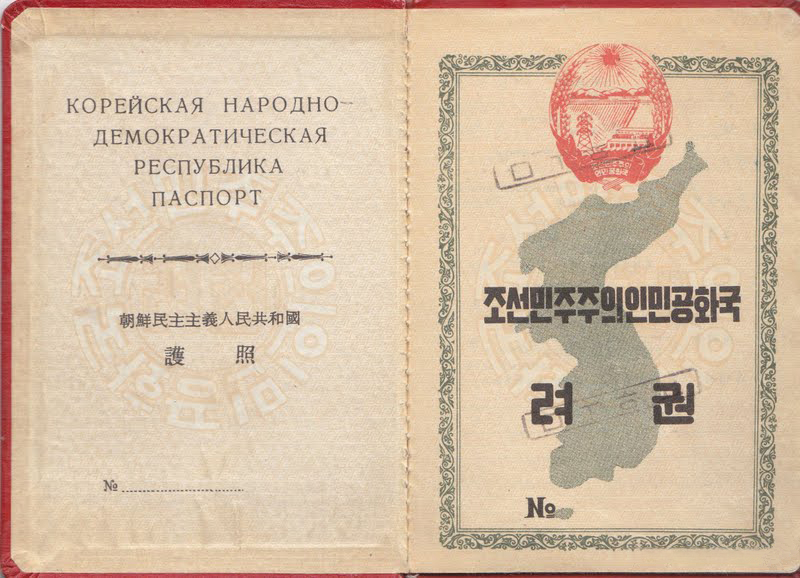
首版护照護照名稱頁
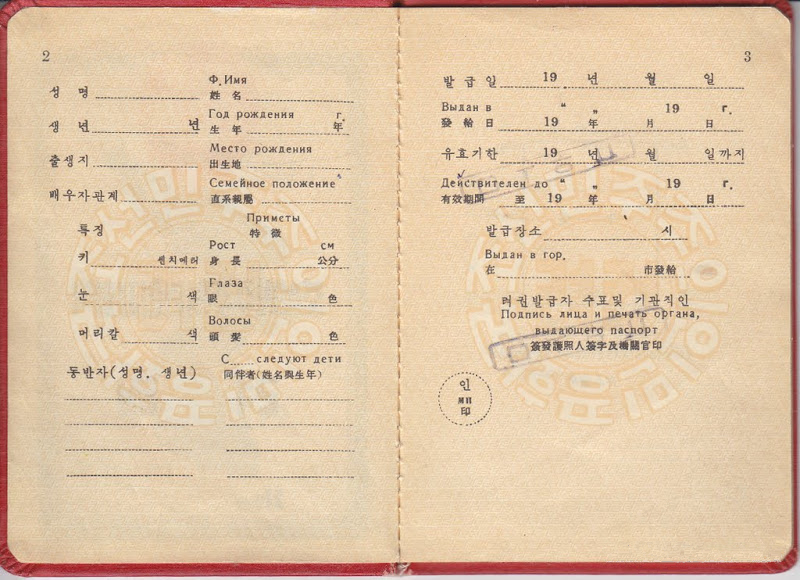
首版護照个人资料页

#### 1990年代版護照
90年代版護照封皮是蓝黑色底、金字，上方是朝鲜民主主义人民共和国国徽，國徽下方首行印有朝鲜语的朝鲜国名全称，次行印有朝鲜语護照二字，沒有外文標註。內頁首頁是關照語、護照名稱以及护照号码，以朝英法三國文字書寫。次頁有照片、持照人簽名，照片為胶水粘贴在護照上，並加蓋鋼印。再次頁記載個人資訊，包括姓名、性別、出生年月日、出生地點、發照機關（外务省）以及外务省章、外务相簽名和發照日期。這些資料于再再次頁都有英文與法文翻譯。所有資訊均為手寫。尾頁為注意事項。

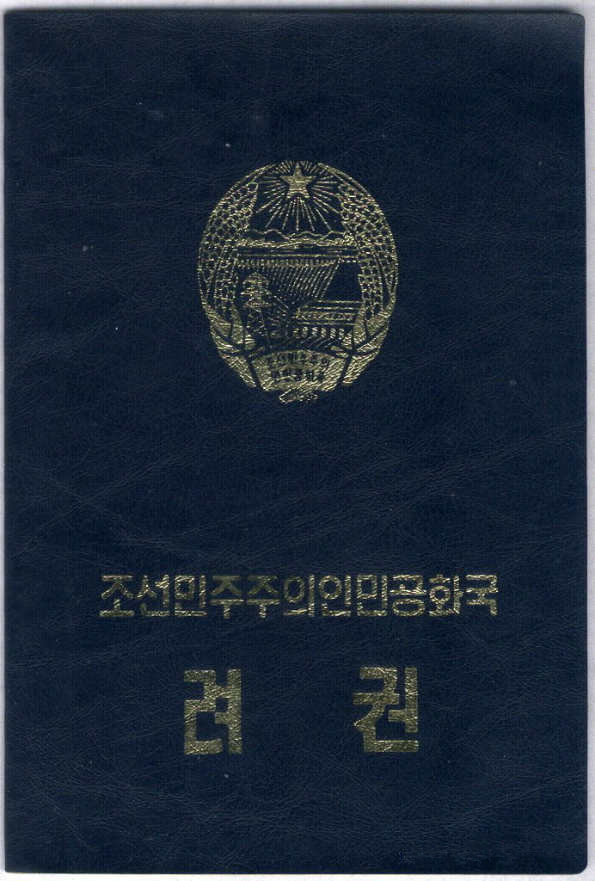
90年代版護照封面
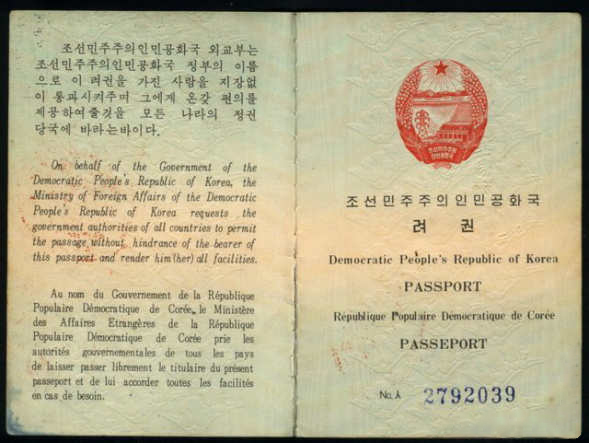
90年代版護照關照語及護照名稱頁
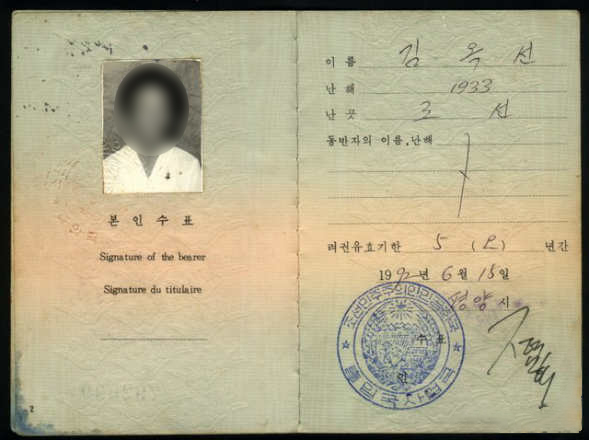
90年代版護照个人资料页
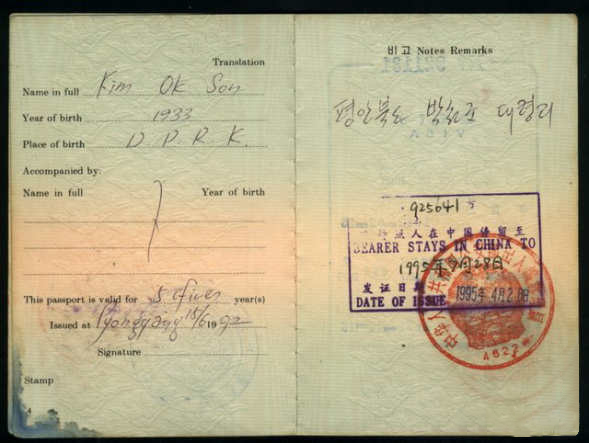
90年代版護照个人资料翻译页及备注页
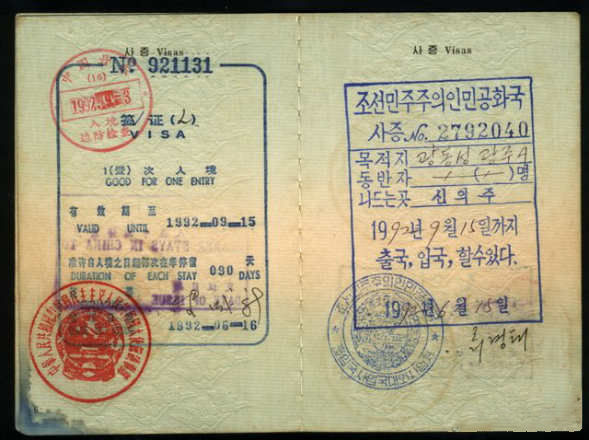
90年代版護照签证页

#### 2000年版護照
2000年版普通護照封面改用蓝色，仍用金字。規格88x124毫米，護照內容均以朝英双语記載，共32頁（紧急护照为8页）。封皮正中是國徽，上方首行印有朝鲜语的朝鲜国名全称，次行印有朝鲜语護照二字，下方印有英文「D P R OF KOREA」及「PASSPORT」。封皮裏面为關照語以及護照名稱，次页頂部为朝英双语护照名称、護照號碼，中部供粘貼照片並加蓋騎縫章，其下記載姓名、性別、出生日期、国籍、签发日期以及有效期，次頁上方蓋有發照機關印章以及外务相签名，下方为同行人（偕行兒童）资料；再次为备注页；封底内页是持照人簽名頁。所有資訊均為手寫。

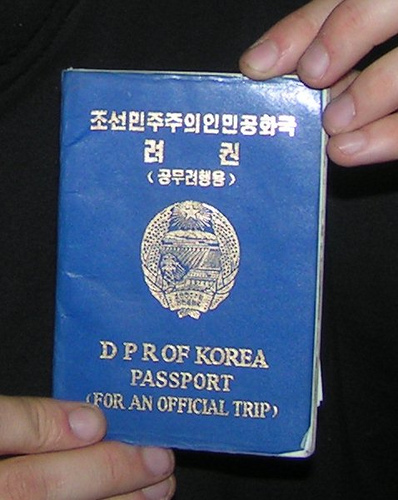
2000年版因公普通護照封面
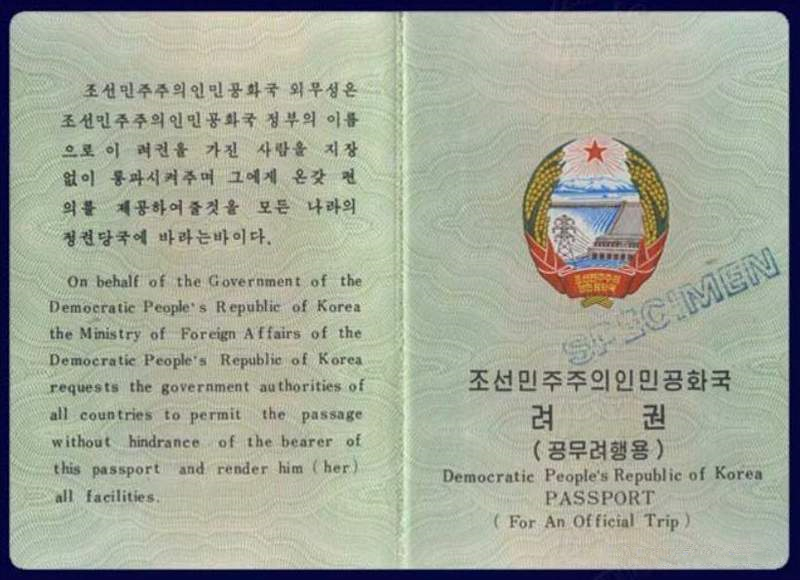
2000年版紧急護照封面
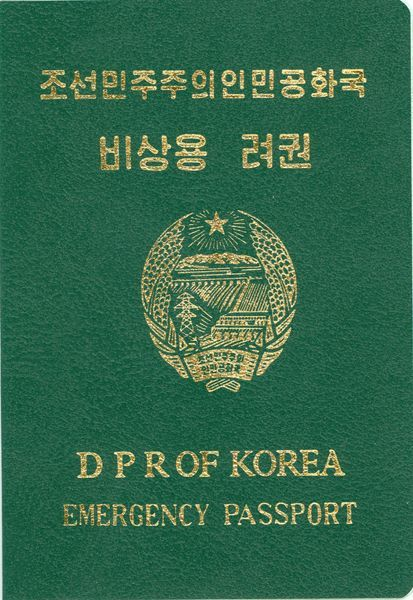
2000年版紧急護照封面
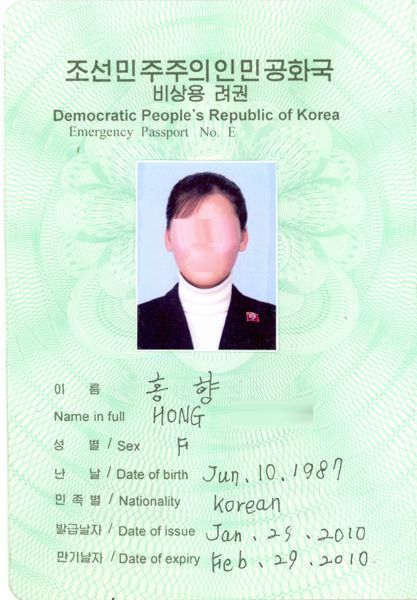
2000年版紧急護照个人资料页

#### 2004年版護照
2004年版普通護照封面底色蓝色，外交护照用红色，公务护照用绿色，公务普通护照用深蓝色，紧急护照则用灰色，封面仍用金字。普通護照、外交护照以及公务护照均于2004年发行，但公务普通护照于2005年发行，紧急护照则于2011年发行。規格88x125毫米，護照內容均以朝英双语記載，共36頁（紧急护照为8页），效期一般五年。封皮正中是國徽，上方首行是朝鲜语的朝鲜国名全称，次行则是英文「DEMOCRATIC PEOPLE'S REPUBLIC OF KOREA」，而下方是朝鲜语的護照二字及英文「PASSPORT」。封皮裏面为關照語以及護照名稱，次页为个人资料页以及签发页，左邊的相片与持照人签名为掃描後直接打印于護照上，底部則是符合国际民航组织標準的可機讀代碼，可机读代码上方还有一PDF417条码。签发页底部有签发官员签名。再次頁為偕行兒童（最多兩名）頁（紧急护照则没有）以及备注页。後封皮裡面是注意事項。目前2004年版护照已经停止发行（紧急护照除外），但是已经发行的护照可以继续使用至有效期为止。

2004年版普通護照
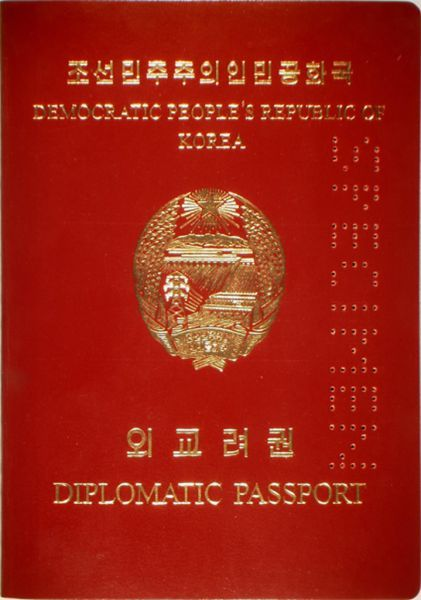
2004年版外交护照
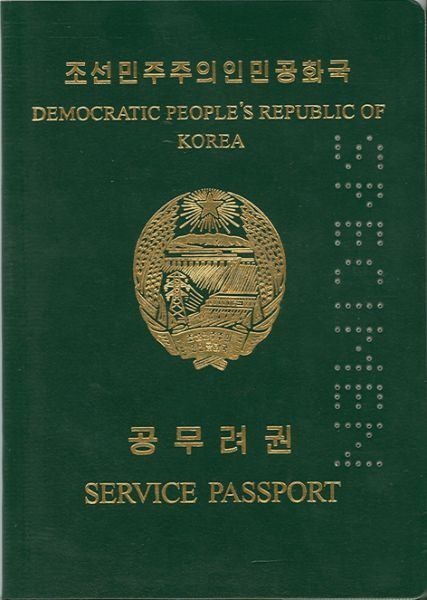
2004年版公务护照
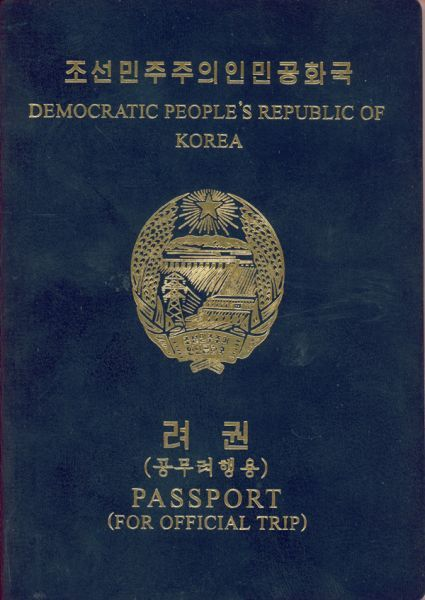
2005年发行的公务普通护照
2011年发行的紧急护照

#### 电子護照
朝鲜政府于2016年正式启用符合ICAO9303标准的电子护照。因朝鲜民众不能因私出国，所以未有发行电子普通护照，则在新发行的电子护照当中，仅有外交护照、公务护照以及公务普通护照三种类型。电子护照的封面底部均有印有标志，封底内部藏有存储个人信息的电子芯片。

## 種類
根据朝鲜民主主义人民共和国护照签发的相关规定，护照分为三类，分别是：外交护照、公务护照以及公务普通护照。护照在使用后必须交还给护照办公室，当下一次出国旅行时，护照办公室再次将护照交给持照人。所有的持照人在离开朝鲜之前必须申请外国签证，但与朝鲜有互相免签证协议的国家除外。

### 外交護照
朝鮮民主主義人民共和國外交護照由朝鮮民主主義人民共和國外務省負責簽發给朝鲜党、政、军高级官员，最高人民会议和参与祖國統一民主主義戰線的各民主政党主要领导人、外交官员、领事官员及其随行配偶、未成年子女等。外交護照的封皮是紅色，有效期为5年。
持有此类护照者在国外通常享有外交豁免权和外交礼遇。

### 公务护照
朝鮮民主主義人民共和國公務護照由朝鮮民主主義人民共和國外務省颁发给朝鲜因经济贸易出国的市、郡以及区域级以上的政府部门公务员、朝鲜派驻国外的外交代表机关、领事机关和驻联合国组织系统及其专门机构的工作人员及其随行配偶、未成年子女等。公務護照的封皮是墨綠色，有效期为5年。

### 公务普通护照
朝鮮民主主義人民共和國公務普通護照为公务护照的一个变种，由朝鮮民主主義人民共和國外務省颁发给朝鲜市、郡以及区域级以下的政府部门公务员、国有企事业单位因公出国人员（包括大学教授、运动员等）以及对外输出的劳务人员等。公務普通護照的封皮是深蓝色，有效期为5年。

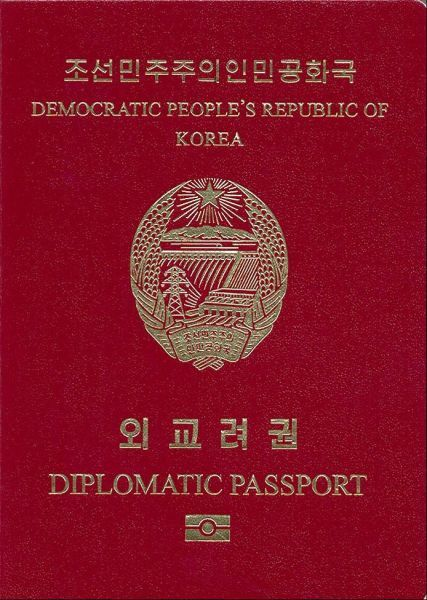
外交护照
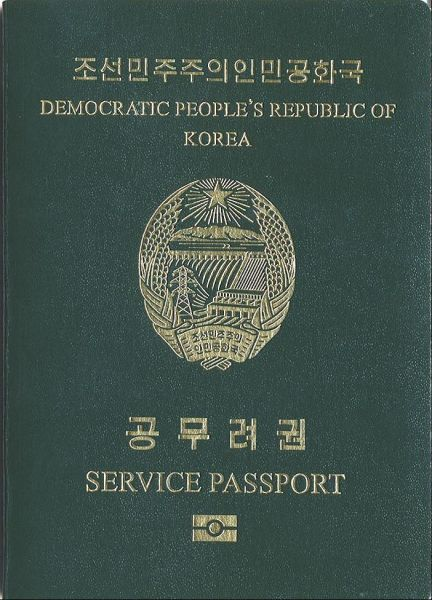
公务护照
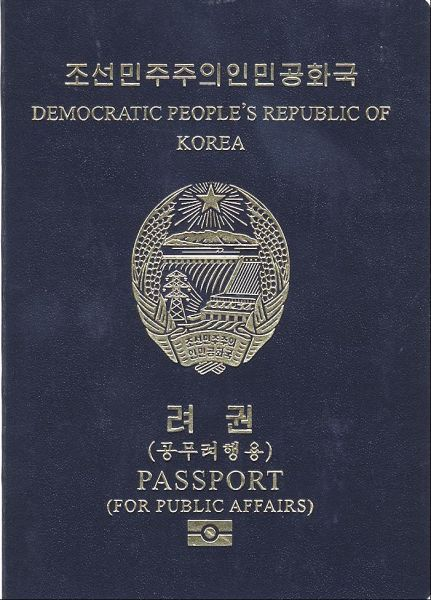
公务普通护照

## 内页

### 护照声明

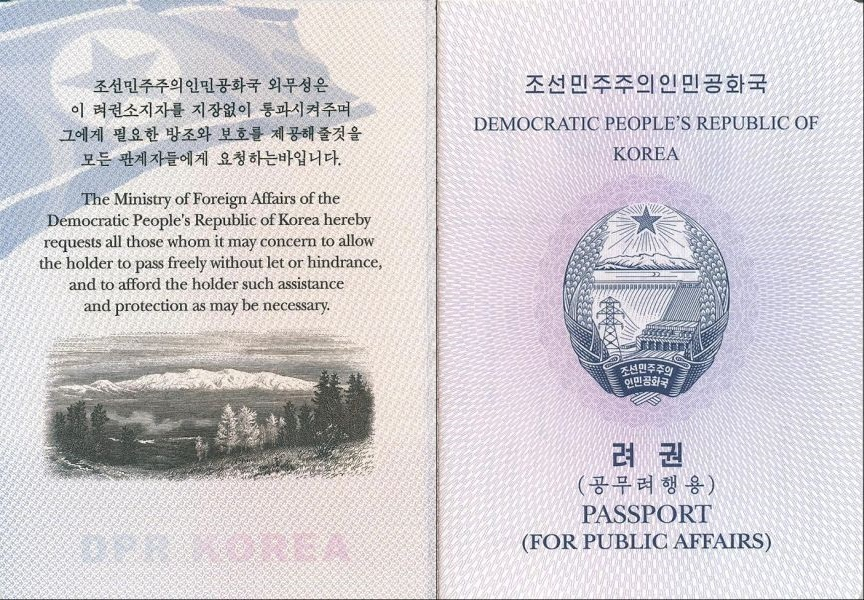
电子公务普通护照声明页

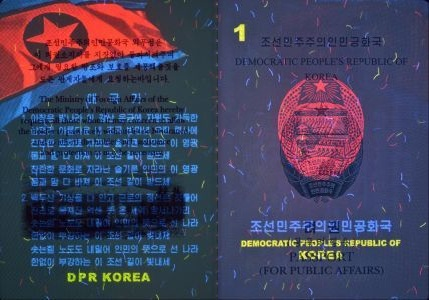
电子公务普通护照声明页中的防伪图案在黑光灯下发光，呈现朝鲜民主主义人民共和国国旗图案以及朝鲜国歌《爱国歌》的朝鲜语歌词等

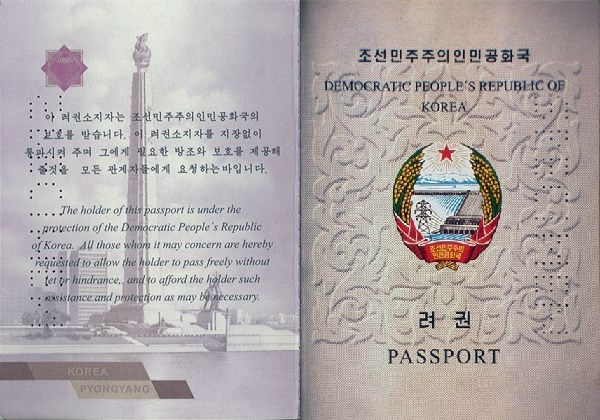
2004年版普通护照声明页

护照通常都包含签发国的声明，向其它所有国家表明持有人为本国公民身份，并且请求允许其持有人过境，同时享有国际法所规定的待遇。朝鲜护照里的声明先用朝鲜语写出，接着用英文表述。朝鲜民主主义人民共和国的所有类型电子护照封面內頁均印有如下声明：
朝鲜语：
英语：
中文大意为：
朝鲜民主主义人民共和国外务省茲請有關各方准予持照者自由通行無礙，并于必要時對持照者予以協助及保護。
2004年版的外交护照、公务护照以及公务普通护照的声明与现行的电子护照的声明基本一致，惟普通护照的声明内容稍有不同。2004年版普通护照的声明前添加了意为持照者受朝鮮民主主義人民共和國保護的内容，具体声明如下：
朝鲜语：
英语：
中文大意为：
持照者受朝鮮民主主義人民共和國保護，茲請有關各方准予持照者自由通行無礙，並於必要時協助及保護之。

### 个人资料页和签发页
电子护照

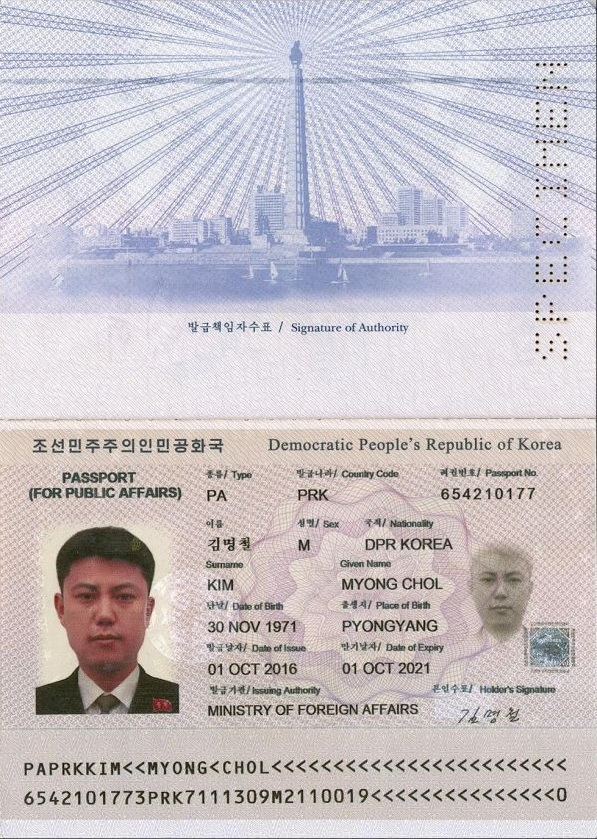
电子公务普通护照签发页及个人信息页

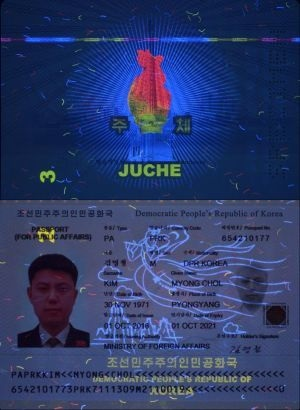
电子公务普通护照签发页及个人信息页中的防伪图案在黑光灯下发光

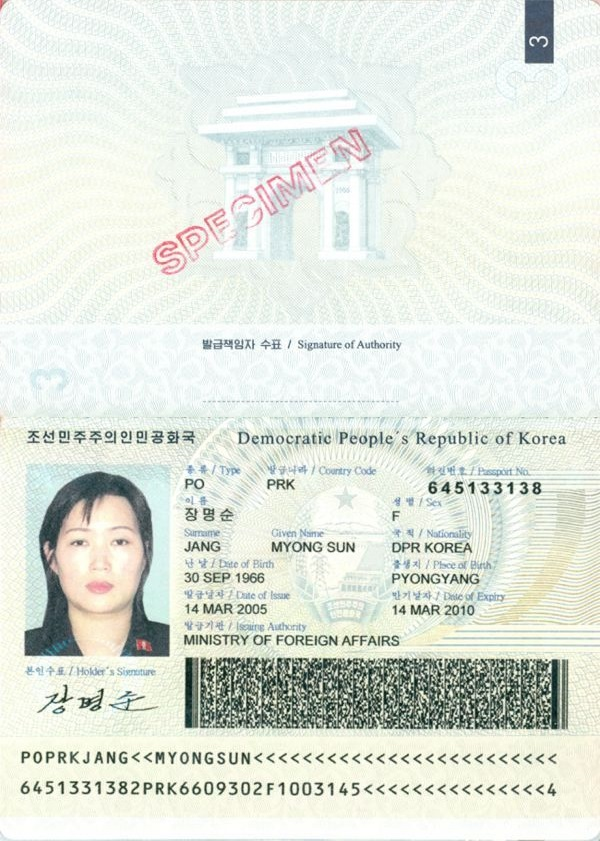
2004年版公务普通护照个人信息页和声明页

护照的第2页为个人资料页；第3页为签发页，负责签发的官员会在签名栏签名。在護照的資料頁中，左側為護照持有者的照片，資料頁下方為含有可機讀識別碼的護照機讀區。護照主要資料有一層防偽膜，防偽膜中有白头山以及朝鲜舞女的圖案，图案下方还有用朝鲜语、英语书写的朝鲜国名全名。除此以外，護照還包含以下資料內容：
- 類型（종류／）：各类型护照的代码如下：

| 外交护照 | 公务护照 | 公务普通护照 |
| -------- | -------- | ------------ |
| PD       | PS       | PA           |

- 國家代碼（발급나라／）：PRK（朝鲜的ISO 3166-1代碼）
- 护照号码（려권번호／）：一共9位，均为数字。
- 姓名（이름）：（朝鲜语姓名）
- 性別（성별／）：男性標注為M ，女性標注為 F
- 国籍（국적／）：朝鲜国籍为
- 姓：（朝鲜语英文译音）
- 名：（朝鲜语英文译音）
- 出生日期（난날／）：以“DD MMM YYYY”的形式記載（MMM表示英語月份前3字的縮寫）
- 出生地點（출생지／）：以道、直辖市、特別市為單位，仅有朝鲜语英语译音，如平壤直辖市出生則為「PYONGYANG」；如在羅先特別市出生，则为「RASON」；在平安北道出生，则为「PYEONGBUK」。
- 簽發日期（발급날자／）：記載格式同出生日期。
- 有效期至（만기날자／）：記載格式同出生日期。
- 簽發機關（발급기관／）：均为外务省的英文
- 持照人签名（본인수표／）：持照者的手写朝鲜语签名，经扫描后被打印在护照信息页上。

2004年版护照
护照的第2页为个人资料页；第3页为签发页，负责签发的官员会在签名栏签名。在護照的資料頁中，左側為護照持有者的照片，照片下方为持照人签名，持照人签名右侧有一PDF417条码（惟紧急护照没有此条码，且紧急护照的持照人签名在原条码处），資料頁下方為含有可機讀識別碼的護照機讀區。護照主要資料有一層防偽膜，防偽膜中有白头山以及朝鲜舞女的圖案，图案右侧有两行重复写两次「PYONGYANG KOREA」的激光防伪文字。除此以外，護照還包含以下資料內容：
- 類型（종류／）：各类型护照的代码如下：

| 普通护照 | 外交护照 | 公务护照 | 公务普通护照 | 紧急护照 |
| -------- | -------- | -------- | ------------ | -------- |
| PP       | PD       | PS       | PO           | PE       |

- 國家代碼（발급나라／）：PRK（朝鲜的ISO 3166-1代碼）
- 护照号码（려권번호／）：一共9位，均为数字。
- 姓名（이름）：（朝鲜语姓名）
- 性別（성별／）：男性標注為M ，女性標注為 F
- 国籍（국적／）：朝鲜国籍为（2005年以前一直是“KOREAN”）
- 姓：（朝鲜语英文译音）
- 名：（朝鲜语英文译音）
- 出生日期（난날／）：以“DD MMM YYYY”的形式記載（MMM表示英語月份前3字的縮寫）
- 出生地點（출생지／）：以道、直辖市、特別市為單位，仅有朝鲜语英语译音，如平壤直辖市出生則為「PYONGYANG」；如在羅先特別市出生，则为「RASON」；在平安北道出生，则为「PYEONGBUK」。
- 簽發日期（발급날자／）：記載格式同出生日期。
- 有效期至（만기날자／）：記載格式同出生日期。
- 簽發機關（발급기관／）：普通护照为朝鲜民主主义人民共和国移民局的英文（2005年以前是移民办公室的英文）。外交、公务和公务普通护照均为外务省的英文，紧急护照则没有此栏。
- 持照人签名（본인수표／）：持照者的手写朝鲜语签名，经扫描后被打印在护照信息页上。

### 备注页和签证页
电子护照

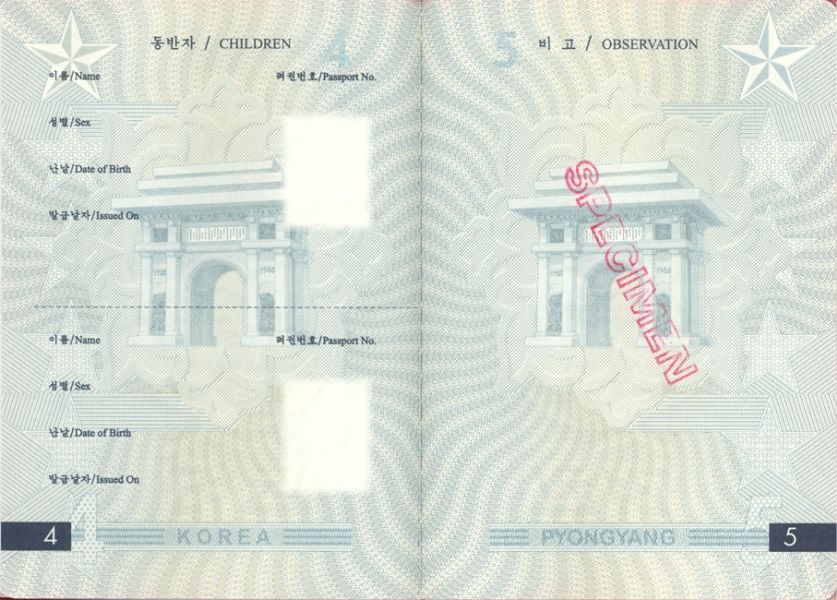
2004年版护照同行子女资料页以及备注页

所有电子护照从第4页至第5页为备注页，第6页至第36页为签证页。备注页以及签证页每一页的图案皆为朝鲜国花木兰（天女花），若用黑光灯照射，则会显示主体思想塔的塔頂火炬，并且火炬两侧写有朝鲜语，火炬底部则为英文，意为“主体”；火炬下方有朝鲜国名的朝鲜语和英语全称。水印为朝鲜的国鸟苍鹰。每页下方通过打孔显示出护照号。
2004年版护照
与电子护照相比，2004年版护照保留了同行子女资料页，持照人可填写最多两名同行子女资料。
2004年版护照第4页为同行子女资料页，第5页为备注页，第6页至第36页为签证页。备注页以及签证页每一页的图案皆为朝鲜首都平壤的地标建筑凱旋門，若用黑光灯照射，则会显示多颗小五角星围绕着一颗大五角星的图案，五角星图案下方还有白头山的图案，并且在白头山图案下方还有两行重复写两次「PYONGYANG KOREA」的激光防伪文字。水印为朝鲜国花木兰（天女花）以及朝鲜语二字，意为“护照”。每页下方通过打孔显示出护照号。
同行子女资料页的朝鲜语标题为，意为“同行人”；但英语标题则为，意为“子女”。同行子女资料页的页面分为两栏，每栏填写一名子女，每栏的左側為護照同行子女的照片，照片上方为同行子女的护照号码。此页資料的详细内容如下：
- 姓名（이름／）：（朝鲜语姓名以及英文译音）
- 护照号码（려권번호／）：一共9位，均为数字。
- 性別（성별／）：男性標注為M ，女性標注為 F
- 出生日期（난날／）：以“DD MMM YYYY”的形式記載（MMM表示英語月份前3字的縮寫）
- 簽發日期（발급날자／）：記載格式同出生日期。

### 注意事項

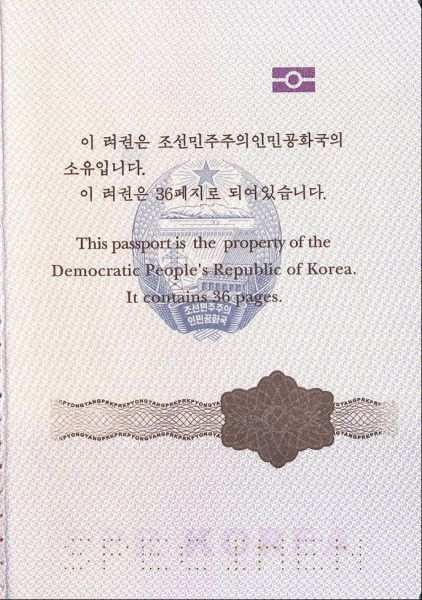
电子公务普通护照的注意事项

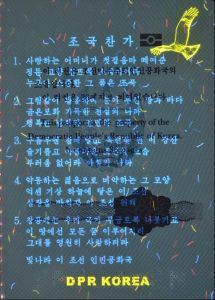
电子公务普通护照注意事项页中的防伪图案在黑光灯下发光

电子护照的封底被用于放置电子芯片。为了保护电子芯片，一般电子护照的封底内页都会印有让使用者切勿弯曲护照、在护照上打孔或者是让护照接触高低温或受潮的使用提示，但朝鲜电子护照则是提示护照为国家资产以及护照内含的页数。所有护照的注意事项具体内容均为：
中文大意为：
当使用黑光灯照射注意事项页时，此页的右上角会出现朝鲜国鸟苍鹰，中间的内容则是于2013年被朝鲜官方媒体《勞動新聞》誉为“第二国歌”的《祖国赞歌》（조국찬가），底部还有朝鲜的简写英文国名“D P R KOREA”。具体内容如下：

翻译过来就是：
祖国赞歌
1. 慈爱之母亲，迈出第一步；啊，祖国，情有可为的故乡！怀抱万民的祖国！
2. 如诗如画，海陆广阔；充满金银宝藏的传奇之国，幸福溢于天下的人民祖国！
3. 雄鹰翱翔在天空，木兰花盛开的江山；生机而美丽的朝鲜风貌，无人嫉妒的晨间之国！
4. 以青春为动力，那飞跃的雄姿；与天齐之朝鲜，身心都奉献给她！
5. 苍空上我们的国旗，永远在飘扬；所有梦想在这片土地上实现，我们永远爱你！
光辉的国家 朝鲜人民共和国！

## 免签证及落地签证地区

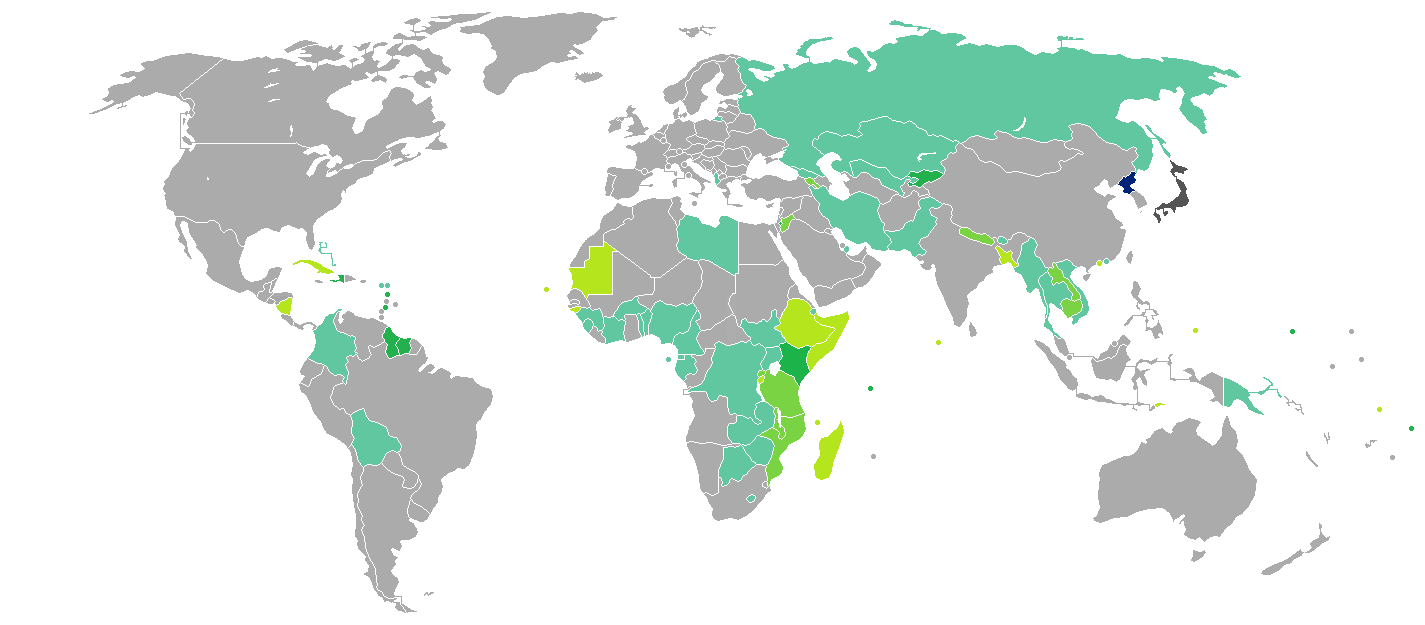
對朝鮮民主主義人民共和國護照持照人實施簽證優惠政策國家
朝鲜民主主义人民共和国
免签证
落地签证
电子签证
落地签证和电子签证
需要提前办理签证
拒绝入境

根据2025年1月8日发布的亨利护照指数，朝鲜护照可免签证、落地签证或电子签证入境41个国家和地区，位居世界第99。